# Victoria County History

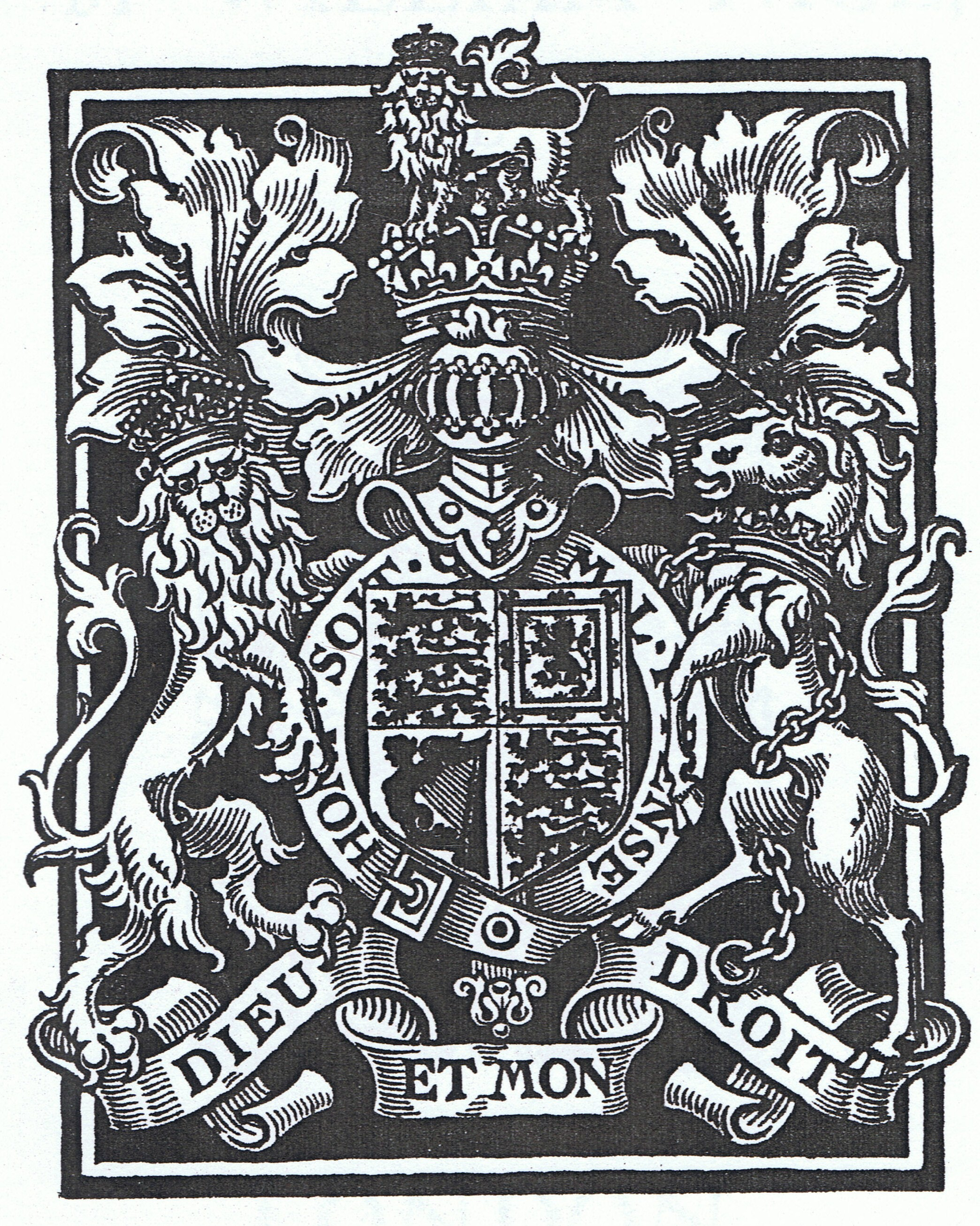
Les armoiries de 1911 de la Victoria County History.

Le Victoria History of the Counties of England, communément connu sous le nom de Victoria County History ou VCH, est un projet d'histoire anglaise qui a débuté en 1899 et qui a été dédié à la reine Victoria dans le but de créer une histoire encyclopédique de chacun des comtés historiques d'Angleterre. En 2012, le projet a été réaffecté à Élisabeth II pour son jubilé de diamant. Depuis 1933, le projet est coordonné par l'Institut de recherche historique de l'université de Londres.